# Benjamín Lavaisse
Benjamín Juan Lavaisse o Lavaysse (Santiago del Estero, 1822 - provincia de Jujuy, 7 de enero de 1854) fue un sacerdote y político argentino, miembro del Congreso que sancionó la Constitución argentina de 1853.

## Biografía
Era hijo del general francés Jean Joseph D’Auxion, barón de La Vayesse, oficial del ejército de Napoleón Bonaparte, venido a las Provincias Unidas del Río de la Plata en 1817, enviado por el general chileno José Miguel Carrera. Solicitó su incorporación al ejército argentino, en el que fue dado de alta con el grado de Coronel Mayor y asignado al Ejército del Norte que comandaba Manuel Belgrano, quien le encomendó la dirección de la Academia Militar. Más tarde fue secretario de la legislatura de la provincia de Santiago del Estero (donde nació su hijo), y tras su paso por Chile, se suicidó en Tacna.
Benjamín se ordenó sacerdote a los 25 años, y luego concluyó sus estudios, graduándose como doctor en teología y en derecho canónico en Buenos Aires. Desde su ordenamiento fue cura párroco de la Villa Tulumba, en el norte de la provincia de Córdoba. Se dedicó a la política en la capital provincial, en favor del gobernador rosista "Quebracho" López. Después de su caída, a las pocas semanas de la batalla de Caseros, se hizo firmemente partidario del general Urquiza. Sus vaivenes tal vez puedan explicarse en sus propias palabras: "Yo soy puramente gubernamental... no pertenezco a partido o persona alguno".
El gobernador santiagueño Manuel Taboada lo hizo elegir diputado al Congreso Constituyente de 1853. Participó en los debates, tratando de llamar la atención más de lo aconsejable (esto era lo que opinaban sus compañeros de tareas). Escribió muchas cartas a Taboada, en las que retrató a los demás miembros del Congreso, declarando su antipatía contra muchos de ellos. En particular sentía un fuerte odio contra el presidente Facundo Zuviría, al que en sus cartas a Taboada califica de "viejo palangana, boliviano y apologista de sí mismo" e "hideputa salteño". Estas cartas sirvieron a los historiadores como crónica del Congreso.
Siendo diputado por Santiago, se unió al círculo liberal en el Congreso, votó todas las iniciativas de los liberales, incluidas la Constitución copiada de la de los Estados Unidos y la libertad de cultos.
Con su oportuna palabra salvó en la Constitución la libertad de cultos, diciendo que, como diputado de un país de inmigración, consideraba necesaria esa libertad, reservándose, como sacerdote, el deber de predicar, fuera del congreso. Firmó el acta de la Constitución argentina de 1853. A fines de 1853 fue enviado en misión oficial del Congreso a San Salvador de Jujuy, pero falleció en camino.

## Recordatorios
Una localidad de la provincia de San Luis, así como varias calles de distintas ciudades de la Argentina, como en Buenos Aires, San Miguel de Tucumán y en Santa Fe, llevan su nombre.